# هیدلبرگ (تگزاس)
هیدلبرگ (به انگلیسی: Heidelberg) یک منطقهٔ مسکونی در ایالات متحده آمریکا است که در شهرستان ایدالگو، تگزاس واقع شده‌است. هیدلبرگ ۷٫۴ کیلومتر مربع مساحت و ۱٬۷۲۵ نفر جمعیت دارد و ۱۸ متر بالاتر از سطح دریا واقع شده‌است.